# 卡尔·汉森·奥斯坦费德
卡尔·埃米尔·汉森·奥斯坦费德（Carl Emil Hansen Ostenfeld，1873年8月3日—1931年1月16日）为丹麦植物学家。其毕业于哥本哈根大学。